# René Favaloro
René Gerónimo Favaloro (La Plata, 12 de julio de 1923-Buenos Aires, 29 de julio de 2000) fue un médico, inventor, educador y cardiocirujano argentino, reconocido mundialmente por haber desarrollado el baipás coronario con empleo de la vena safena magna.
Estudió Medicina en la Universidad Nacional de La Plata, donde se doctoró con una tesis sobre el íleo. Una vez recibido, previo paso por el Hospital Policlínico, se mudó a Jacinto Arauz, provincia de La Pampa, para reemplazar por un tiempo al médico local, quien tenía problemas de salud.
A su vez, leía bibliografía médica actualizada y empezó a tener interés en la cirugía torácica. A fines de la década de 1960, en la clínica de Cleveland, Ohio (Estados Unidos), comenzó a estudiar una técnica para utilizar la vena safena en la cirugía coronaria. En 1971, regresó a la Argentina a operar al sanatorio privado Güemes, de la mano de su amigo, el cardiólogo intervencionista doctor Luis de la Fuente, quien se lo propuso y lo convenció. A principios de la década de 1970 fundó su fundación homónima, a instancias del doctor De la Fuente.
Fue miembro de la CoNaDeP (Comisión Nacional sobre la Desaparición de Personas), a la cual renunció en desacuerdo a que la comisión no estuviese facultada a investigar los crímenes de la Triple A. También condujo programas de televisión dedicados a la medicina y escribió libros. El 29 de julio del 2000, terminó con su vida en su departamento de Barrio Parque en Buenos Aires. Padecía de una depresión.

## Trayectoria
René Favaloro nació y se crio en la ciudad de La Plata (capital de la provincia de Buenos Aires) junto a sus padres Juan Bautista Favaloro ―carpintero― e Ida Raffaelli de Favaloro ―modista―. Siempre estuvo comprometido con el conocimiento, gracias en parte a su abuela materna, quien le transmitió su amor por la naturaleza y la emoción al ver cuando las semillas comenzaban a dar sus frutos. A ella le dedicaría su tesis del doctorado: «A mi abuela Cesárea, que me enseñó a ver belleza hasta en una pobre rama seca».
Realizó la primaria en la escuela N.º 45; en esta escuela se levantó un mural en su memoria. En el año 1936 comenzó sus estudios secundarios en el Colegio Nacional Rafael Hernández; finalizada esta etapa, ingresó en la Facultad de Ciencias Médicas de la Universidad Nacional de La Plata. En el tercer año comenzó las prácticas en el Hospital Policlínico y empezó a tomar contacto por primera vez con los pacientes. Excediendo lo exigido por el programa, volvía por las tardes para controlar la evolución de los pacientes y dialogar con ellos.
Asimismo observaba a los alumnos de sexto año de Rodolfo Rossi o Egidio Mazzei, profesores titulares de Clínica Médica, y además, presenciaba las cirugías de José María Mainetti y Federico E. B. Christmann, quienes le enseñaron técnicas de simplificación y estandarización, las cuales aplicó después en la cirugía cardiovascular, su contribución a las operaciones del corazón y las grandes arterias.
Su preparación profesional la realizó en el Hospital Policlínico, donde se recibían los casos complicados de toda la provincia de Buenos Aires. Vivió en el hospital durante los dos años de residencia. Se graduó en 1949 e inmediatamente se produjo una vacante para médico auxiliar, puesto al que accedió en forma interina. Como no quería desaprovechar la experiencia, con frecuencia permanecía en actividad durante 48 o 72 horas seguidas.
Todo hacía suponer que su futuro estaba allí, en el Hospital Policlínico, siguiendo los pasos de sus maestros. Casualmente, en 1949, apenas recibido, se produjo una vacante para médico auxiliar. Accedió al puesto en carácter interino y a los pocos meses lo llamaron para confirmarlo. Le pidieron que completara una tarjeta con sus datos; pero en el último renglón debía afirmar que aceptaba la doctrina del gobierno peronista. Sus calificaciones eran mérito más que suficiente para obtener el puesto, por lo que ese requisito resultaba humillante para alguien que, como él, había formado parte de movimientos por mantener en Argentina una línea democrática, de libertad y justicia, razón por la cual incluso había tenido que soportar la cárcel en alguna oportunidad. Poner la firma en esa tarjeta significaba traicionar todos sus principios. Contestó que lo pensaría, pero en realidad sabía con claridad cuál iba a ser la respuesta.

#### Tiempo en Jacinto Arauz (La Pampa)
Por ese entonces llegó una carta de un tío, residente en Jacinto Arauz, un pequeño pueblo de 3500 habitantes en la zona sureste de la provincia de La Pampa. Explicaba que el único médico que atendía la población, el doctor Dardo Rachou Vega, estaba enfermo y necesitaba viajar a Buenos Aires para su tratamiento. Le pedía a su sobrino René que lo reemplazara aunque más no fuera por dos o tres meses. La decisión no fue fácil. Pero al final Favaloro llegó a la conclusión de que unos pocos meses transcurren rápidamente y que, mientras tanto, era posible que cambiara la situación política.
Llegó a Jacinto Arauz en mayo de 1950 y rápidamente trabó amistad con el doctor Rachou, cuya enfermedad resultó ser un cáncer de pulmón, del cual Rachou falleció unos meses más tarde. Para ese entonces el doctor Favaloro ya se había compenetrado con las alegrías y sufrimientos de esa región apartada, donde la mayoría se dedicaba a las tareas rurales. La vida de los pobladores era muy dura. Los caminos eran intransitables los días de lluvia; el calor, el viento y la arenisca eran insoportables en verano y el frío de las noches de invierno no perdonaba ni al cuerpo más resistente. Favaloro comenzó a interesarse por cada uno de sus pacientes, en los que procuraba ver su alma. De esa forma pudo llegar a conocer la causa profunda de sus padecimientos.

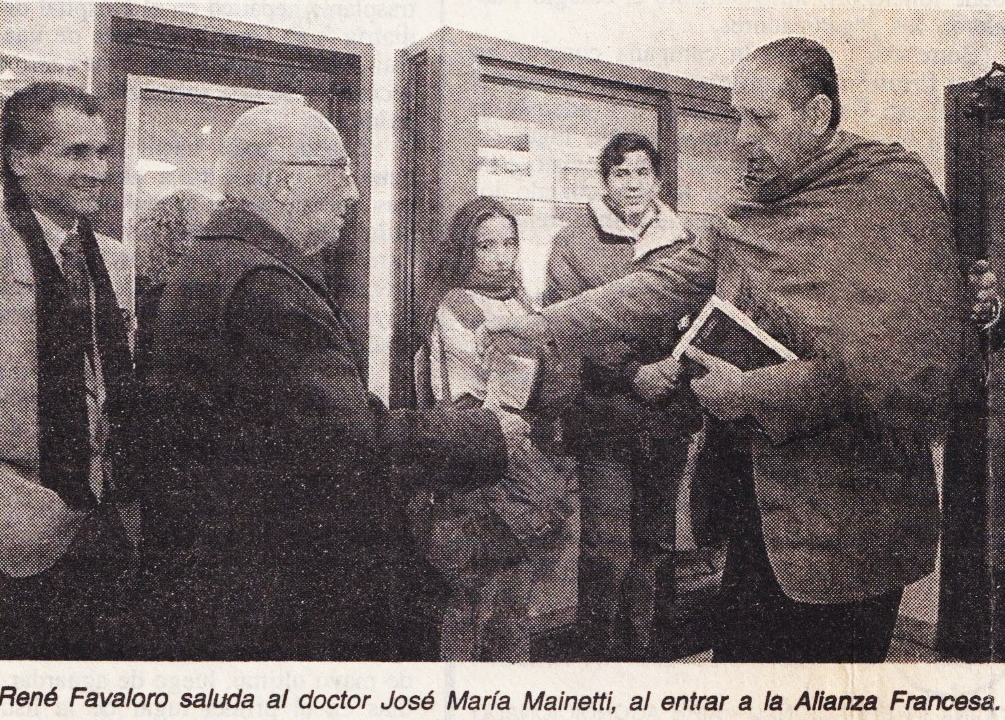
El Dr. Favaloro saluda al Dr. Mainetti en el hall de la Alianza Francesa de La Plata, en junio de 1996.

Al poco tiempo se sumó a la clínica de su hermano, Juan José, médico también. Se integró muy pronto a la comunidad por su carácter afable, su gran capacidad de trabajo y dedicación a sus pacientes. Juntos pudieron compartir la labor e intercambiar opiniones sobre los casos más complicados. Durante los 12 años que ambos permanecieron en la localidad de Jacinto Arauz fundaron un centro asistencial. Disminuyó hasta casi desaparecer la mortalidad infantil de la zona, se redujo la desnutrición y la cantidad de infecciones en los partos, crearon un banco de sangre de personas vivas con donantes que se presentaban cada vez que los necesitaban y realizaron charlas comunitarias en las que enseñaban métodos para prevenir enfermedades.

#### La oportunidad de la Cleveland Clinic
Favaloro se actualizaba con publicaciones médicas y realizaba cursos de capacitación en La Plata. Se interesó por las intervenciones cardiovasculares, que en ese tiempo se estaban empezando a desarrollar, y por la cirugía torácica. Empezó a ver la forma de terminar su etapa de médico rural y capacitarse en Estados Unidos, y los profesores José María Mainetti y Alfonso Roque Albanese le aconsejaron la Cleveland Clinic. En 1962 se radicó en Cleveland, Ohio (incluso con limitaciones para hablar inglés), y se desempeñó primero como residente y luego en el equipo de cirugía en colaboración con médicos locales, concentrando su trabajo en enfermedades valvulares y congénitas. Posteriormente se interesó en otros temas, como las cineangiocoronariografías y al estudio de la anatomía de las arterias coronarias y su relación con el músculo cardíaco.

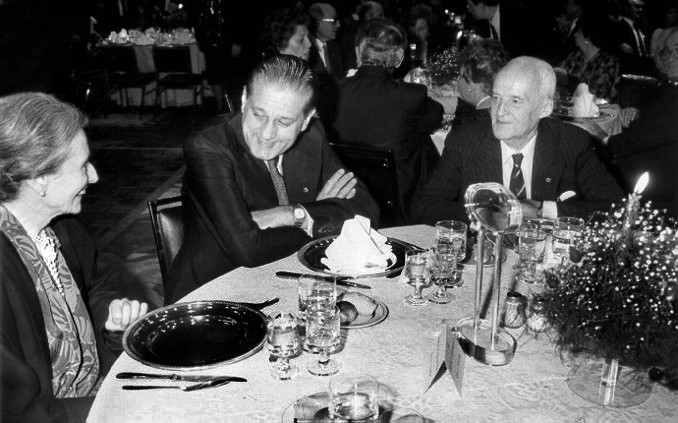
René Favaloro junto a Luis Federico Leloir y su esposa.

Todos los días, apenas terminaba su labor en la sala de cirugía, Favaloro pasaba horas y horas revisando cineangiocoronariografías y estudiando la anatomía de las arterias coronarias y su relación con el músculo cardíaco. El laboratorio del Dr. Mason Sones, padre de la arteriografía coronaria, tenía la colección más importante de cineangiocoronariografías de los Estados Unidos. A comienzos del año 1967 estudió la posibilidad de utilizar la vena safena en la cirugía coronaria, haciendo prácticas con sus ideas en mayo de ese año. La estandarización de esta técnica, llamada baipás vascular (del inglés bypass, "derivación") o cirugía de revascularización miocárdica, fue el principal trabajo de su carrera y lo que le dio prestigio internacional, ya que el procedimiento cambió radicalmente la historia de la enfermedad coronaria. En el año 1970 editó un libro llamado Surgical Treatment on Coronary Arteriosclerosis, que fue también editado en español con el nombre Tratamiento quirúrgico de la arteriosclerosis coronaria.

#### Regreso a la Argentina
Favaloro regresó a la Argentina con la idea de desarrollar un centro de excelencia similar al de la Cleveland Clinic, que combinara la atención médica, la investigación y la educación, tal como lo dijo en su carta de renuncia.
En el año 1971 regresó a la Argentina, para operar en el Sanatorio Güemes de la Capital Federal, que era liderado por Mauricio Barón como presidente de la institución y por el doctor Luis de la Fuente como experto en cardiología clínica y en la incipiente cardiología invasiva. Anteriormente había sido alentado por De la Fuente ―desde el año 1968― a operar a un paciente ciego que no podía viajar a Estados Unidos.
El doctor Luis de la Fuente era clave por su formación de excelencia en Estados Unidos y fue fundamental para Favaloro, ya que hacía los diagnósticos clínicos y los cateterismos coronarios. Favaloro no operaba si De la Fuente no hacía los diagnósticos y los cateterismos. Así lo confirmó el futbolista Silvio Marzolini al diario Ámbito Financiero.[cita requerida] Posteriormente fue De la Fuente pionero internacional de la angioplastia con stent y medicamento ―Buenos Aires, año 1999―, de la neoarteria, el seno coronario y las células madre; todos avances impulsados por De la Fuente y con el sueño de Favaloro de desarrollar un centro de excelencia similar al de la Cleveland Clinic.

#### Fundación Favaloro
Una noche de la década de 1970, en Buenos Aires, un paciente los invitó a cenar a su casa a Favaloro y Luis de la Fuente. Entrada la madrugada, surgió la idea: hacer una fundación. En principio Favaloro no quería que llevara su apellido, pero según palabras del doctor De La Fuente: "Habremos tomado mucho vino, qué sé yo. A René lo han criticado mucho, porque dicen que se puso el nombre. No es cierto: yo fui el responsable, en ese momento él brillaba en todo el mundo, y si queríamos conseguir fondos para hacer la fundación era una forma de atraer. Él no quería. Pero esa noche, con cuatro o cinco vinos aceptó".
En 1975 fundó con ese propósito junto a otros colaboradores la Fundación Favaloro, no sólo una clínica sino un centro de capacitación donde estudian alumnos de diferentes partes del mundo y donde cada dos años se celebra el congreso Cardiología para el Consultante. En el año 1980 creó el Laboratorio de Investigación Básica, manteniéndolo con dinero propio por un largo tiempo, dependiente del Departamento de Investigación y Docencia de la Fundación Favaloro. Con posterioridad, pasó a ser el Instituto de Investigación en Ciencias Básicas del Instituto Universitario de Ciencias Biomédicas. Esta fue la base de la creación, en agosto de 1998, de la Universidad Favaloro.
En diciembre de 1983 era una de las personalidades que nombró el presidente Raúl Alfonsín para integrar la Comisión Nacional sobre la Desaparición de Personas (CONADEP), aunque luego renunció a ella. Sobre los motivos de la renuncia hay distintas versiones: Graciela Fernández Meijide dice que Favaloro envió una carta aduciendo razones anímicas y laborales, al mismo tiempo que remitía una carta de renuncia a Alfonsín en la que se mostraba molesto y decepcionado porque había recibido a María Estela Martínez de Perón entre los miembros de la CONADEP. La versión oficial del Consejo de la Magistratura es que renunció en desacuerdo a que la comisión no estuviese facultada a investigar los crímenes de la Triple A. Otra versión es que renunció por profundas diferencias ideológicas: Favaloro consideraba que hubo delitos cometidos tanto por el Estado nacional de esos años como por las organizaciones subversivas que operaban desde la clandestinidad. Héctor D'Amico afirma que renunció al ser informado de que la Comisión no tenía atribuciones para investigar a grupos terroristas cercanos al gobierno de Isabel Perón, como la Alianza Anticomunista Argentina. Favaloro había sugerido que el laboratorio de los doctores Emilio Haas y Luis Verruno era ideal para hacer los análisis de histocompatibilidad en el país. Pero las Abuelas de Plaza de Mayo no aceptaron la recomendación de Favaloro argumentando que Verruno trabajaba en el Hospital Militar Central, dentro del cual había funcionado un centro clandestino de detención durante la dictadura. Abuelas de Plaza de Mayo atribuye su renuncia a ese episodio.
En el año 1992 se inauguró en Buenos Aires el Instituto de Cardiología y Cirugía Cardiovascular de la Fundación Favaloro, entidad sin fines de lucro. Con el lema «tecnología de avanzada al servicio del humanismo médico», se brindan servicios altamente especializados en cardiología, cirugía cardiovascular y trasplante cardíaco, pulmonar, cardiopulmonar, hepático, renal y de médula ósea, además de otras áreas. Favaloro concentró allí su tarea, rodeado de un grupo selecto de profesionales, dejando al Sanatorio Güemes.
Favaloro tenía también una posición firme tomada sobre el aborto como un problema de salud pública concreto que afecta a las diferentes capas sociales y la expresó en varias oportunidades, entre ellas en el año 1996:

Legalizar no quiere decir que estemos autorizando a que todo el mundo se haga un aborto, sino que, antes ciertas circunstancias, la pobre desgraciadita que no tiene ningún recurso no caiga en ese trasmundo horroroso que la puede llevar a la muerte. Porque no se muere una, se mueren cantidades allí. Por el contrario la niña privilegiada de una familia con guita va a una clínica de prestigio, se lo hacen sin que nadie se entere y a la tarde puede ir a un baile si quiere porque ya todo pasó. Esa desigualdad a mí no me gusta.
René Favaloro en el programa "Temas & debates", conducido por Norma Morandini en el canal de noticias TN

## Suicidio
Durante la crisis de 2000, el PAMI contrajo una importante deuda con su fundación,  lo que produjo en él una fuerte depresión. El 29 de julio de 2000, después de escribirle una carta al presidente De la Rúa, se quitó la vida de un disparo al corazón. Hacia el año 2000, Argentina estaba sumergida en una crisis económica y política. La Fundación Favaloro se encontraba en una difícil situación, como acreedor de grandes deudas del PAMI y otras obras sociales, y endeudada en unos 18 millones de dólares, por lo que Favaloro pidió ayuda al gobierno argentino, sin recibir una respuesta oficial.

Estoy pasando uno de los momentos más difíciles de mi vida, la fundación tiene graves problemas financieros. En este último tiempo me he transformado en un mendigo. Mi tarea es llamar, llamar y golpear puertas para recaudar algún dinero que nos permita seguir.
René Favaloro.

El 29 de julio del año 2000 ―el mismo día del cumpleaños de su amigo y cardiólogo Luis de la Fuente, quien lo había convencido para volver a la Argentina―, Favaloro se encerró en el baño de su casa y se disparó un tiro en el corazón.
Tras el desenlace fatal, se conoció que Favaloro había dejado en su departamento siete cartas cuyo contenido se reveló parcialmente. En una de ellas, dirigida a las «autoridades competentes», dejaba en claro que había decidido quitarse la vida, y explicaba que la crisis económica que atravesaba la Fundación Favaloro había sido el desencadenante de su determinación, expresando que la sociedad argentina necesitaba de su muerte para tomar conciencia de los problemas en los que estaba envuelta. Favaloro expresaba su cansancio de «ser un mendigo en su propio país», luego de los reclamos enviados al entonces presidente de la Nación Fernando de la Rúa, en los cuales solicitaba, entre otras cuestiones, el pago de las deudas millonarias que mantenían con su fundación varias obras sociales, siendo la más abultada la contraída por PAMI.
En otra parte de las cartas, Favaloro escribió: 

¡Lo que tendría que narrar de las innumerables entrevistas con los sindicalistas de turno! Manga de corruptos que viven a costa de los obreros y coimean fundamentalmente con el dinero de las obras sociales que corresponde a la atención médica. Lo mismo ocurre con el PAMI.
René Favaloro.

 Favaloro dejaba en claro que una de las principales razones que lo llevaban a tomar la decisión era la crítica situación financiera de su Fundación y la imposibilidad de cobrar las deudas que tenían con ella distintos organismos, entre los que se encontraba el PAMI por 195 facturas emitidas entre 1993 y 1995, cuando el organismo era dirigido por Víctor Alderete, que durante esa gestión se negaba a recibirlas, por lo cual no estaban registradas en el PAMI. La Sindicatura General de la Nación (SIGEN), dirigida entonces por Rafael Bielsa, en febrero de ese año envió una nota al PAMI pidiendo que se aceptara la reclamación de Favaloro y que en caso de no poder verificar las facturas presentadas por la Fundación se iniciara un proceso de "conciliación obligatoria". Este último trámite se realizó y estaba empezado el proceso de verificación de aquellas viejas facturas cuando Favaloro se quitó la vida.
Su cuerpo fue cremado en el cementerio privado Parque de la Gloria de Berazategui, en una íntima ceremonia a la que asistieron unos 30 familiares y allegados. Se hicieron maniobras distractivas para evadir a la prensa. Las cenizas fueron posteriormente esparcidas sobre los campos de Jacinto Arauz, el pueblo donde el médico empezó su carrera.

## Libros
Publicó más de trescientos trabajos de su especialidad. Debido a su pasión por la historia llegó a escribir dos libros de investigación y divulgación sobre el general José de San Martín. Es autor también de la autobiografía De la Pampa a los Estados Unidos (la versión en inglés, titulada The Challenging Dream of Heart Surgery fue publicada en Boston [Estados Unidos] por Little, Brown and Company en 1994), en el cual recuerda sus diez años de trabajo en equipo con eminentes personalidades de la medicina durante su estancia en la Cleveland Clinic. Este se publicó por primera vez en 1992, llegando a alcanzar la octava edición en 1996 a través de la Editorial Sudamericana. Además, su otra autobiografía, denominada Recuerdos de un médico rural, tiene varias ediciones, la primera de ellas editada en 1980. Finalmente su último libro, Don Pedro y la educación, se publicó en Buenos Aires por el Centro Editor de la Fundación Favaloro en 1994.
- 1970: Tratamiento quirúrgico de la arteriosclerosis coronaria (Surgical treatment on coronary arteriosclerosis).
- 1980: Recuerdos de un médico rural. Autobiografía.[29]
- 1984: ¿Conoce usted a San Martín?.[30]
- 1991: La memoria de Guayaquil.[31]
- 1992: De la Pampa a los Estados Unidos. Autobiografía.[32]
- 1994: Don Pedro y la educación.[33]
- 1996: Conversaciones sobre ética y salud. En colaboración con Moszenberg A., Mainetti J., Klimovsky G., Ciocchini H.[34]
- 1997: Recuperando lo invisible: conversaciones sobre cultura. En colaboración con Obiols, G., Presas, M., Burucúa, J. y Piscitelli, A.[35]
- 2000: El milagro y el valor de la vida. En colaboración con Luis Landriscina y Mamerto Menapace.[36]

## Homenajes
Participó en varias sociedades, fue miembro activo en veintiséis, miembro correspondiente en cuatro y honorario de otras cuarenta y tres. 
Recibió numerosos premios a lo largo de su carrera, entre los que se encuentran el premio John Scott de 1979, otorgado por la ciudad de Filadelfia (Estados Unidos); la creación de la Cátedra de Cirugía Cardiovascular «Dr René G. Favaloro» (Universidad de Tel Aviv, en Israel, 1980); la distinción de la Fundación Conchita Rábago de Giménez Díaz (Madrid, España, 1982); el premio Maestro de la Medicina Argentina (1986); el premio Distinguished Alumnus Award de la Cleveland Clinic Foundation (1987); The Gairdner Foundation International Award, otorgado por la Gairdner Foundation (Toronto, Canadá, 1987); el premio René Leriche de 1989, otorgado por la Sociedad Internacional de Cirugía; el Gifted Teacher Award, otorgado por el Colegio Americano de Cardiología (1992); el Golden Plate Award de la American Academy of Achievement (1993); el Premio Konex de Brillante a las Ciencias y Tecnologías otorgado por la Fundación Konex en 1993; doctor honoris causa por parte de la Facultad de Ciencias de la Salud de la Universidad Nacional Pedro Henríquez Ureña (UNPHU) en 1993; y el Premio Príncipe Mahidol, otorgado por Su Majestad el Rey de Tailandia (Bangkok, Tailandia, 1999). En el Colegio Argentino de Cirujanos Cardiovasculares con sede en la ciudad de Buenos Aires hay dos aulas: una lleva el nombre de René Favaloro y la otra del Dr. Alfonso Roque Albanese, ambos pioneros de la cirugía cardiovascular.
La última distinción otorgada fue post mórtem, en el año 2010, oportunidad en la cual la Fundación Internacional de Jóvenes Líderes lo consideró «Referente de la Humanidad».
En marzo de 2019 Google Arts & Culture lanzó a nivel mundial "Había una vez una idea" (en inglés Once Upon a Try), una plataforma que permite conocer a las personas, ideas y las historias de los grandes descubrimientos e inventos que cambiaron el mundo. Esta plataforma cultural de Google incluye la técnica del baipás del Dr. René Favaloro entre los cuatrocientos inventos que cambiaron la historia de la humanidad, y el único de América Latina que se encuentra en dicha plataforma; en ella se pueden encontrar fotos, vídeos, textos y mapas con Street View de los lugares donde llevó a cabo su tarea: desde sus estudios, su vida en la provincia de La Pampa como médico rural, su etapa en la Cleveland Clinic y su vuelta a la Argentina.
Un admirador del destacado galeno, Roberto Oscar Di Marco, tenía un museo en la ciudad de Río Cuarto dedicado a aquel. Tras fallecer Di Marco, sus hijos Juan Pablo, Belén y Manuel le donaron el contenido del mismo al Museo de Gimnasia y Esgrima de La Plata. La donación incluye una escultura en tamaño natural de René Favaloro hecha por el artista plástico Fernando Pugliese en resina epoxi y fibra de vidrio.
En la Avenida Iraola y calle 118, paseo del Bosque Platense, en La Plata, se encuentra el memorial en su honor, frente al estadio del club de sus amores. Es una gran construcción con agujeros por donde pasa la luz, bancos en zonas linderas al Memorial y explanada con calcáreo a su alrededor. Además, el paseo del Bosque fue rebautizado con su nombre.
También la ciudad de Belén de Escobar erigió una estatua en su honor en el cruce de las calles Carlos Pellegrini y Dr. Travi, al igual que en Cleveland, donde se formó. La Ruta Provincial 26 fue denominada "Avenida Dr. René Favaloro" en su trayecto por las localidades de Maquinista Savio e Ingeniero Maschwitz.
La escuela primaria del club Gimnasia y Esgrima La Plata tiene como nombre “Escuela primaria Dr. René G. Favaloro”. También existe una escuela en su honor renombrada Favaloro en Marcos Paz.

## En la cultura popular
Favaloro participó en televisión en programas educativos para la población, entre los que destacó la serie televisiva Los grandes temas médicos, y presentó numerosas conferencias en la Argentina y en el exterior sobre temas muy diversos, como medicina, educación y la sociedad de nuestros días. En octubre de 2007, en el programa de televisión El gen argentino, resultó finalista en una elección como personaje argentino que mejor representa la idiosincrasia del país y su gente.
El grupo argentino de punk rock Attaque 77 le dedicó la canción y el videoclip «Western» del álbum Antihumano, del año 2003. Fue el primer corte de difusión y se trataba de un homenaje a Favaloro, cuyo video promocional estaba compuesto por tomas simulando la visión de un paciente acostado en la camilla mientras los integrantes actúan como médicos. También la banda argentina Bersuit Vergarabat hizo mención a su suicidio en el tema «La argentinidad al palo», del álbum homónimo de 2004.
El celebrado folclorista argentino Eduardo Falú —que fue operado por el doctor Favaloro— también le rindió un homenaje con un bailecito de su autoría titulado «El agradecido».
El director y guionista Gastón Portal decidió también incluir una versión libre de la muerte del doctor en el capítulo "El corazón del doctor" de su miniserie argentina La última hora (2016).